# Accademia degli Eccitati viciesi
L'Accademia degli Eccitati viciesi sorse a Vico del Gargano il 3 maggio 1759 ad opera di preti e letterati del paese. Il suo scopo era di invogliare i ragazzi allo studio e alle scienze. Per protettrice gli Eccitati scelsero la Vergine dei Sette Dolori e come simbolo fu adottata l'immagine di Pallade che scuote un uomo dal sonno presentandogli un libro.
La sede dell'associazione era stabilita nella chiesa extra moenia di Santa Maria del Refugio oggi detta del Purgatorio dove gli Eccitati si incontravano con cadenza settimanale, per dissertare contro i ritmi “dimezzati della vita quotidiana” e discutendo di questioni sociali ed economiche.
Uno dei più insigni Eccitati viciesi fu il vescovo Domenico Arcaroli (25 dicembre 1731 - 15 luglio 1826), accademico ed ultimo vescovo di Vieste.